# Carlos Cruz (modelo)
Carlos José de Santana Cruz, conhecido como Carlos Cruz (Salvador, 16 de outubro de 1994) é um modelo brasileiro. De carreira internacional, já foi fotografado por grandes fotógrafos como Mario Testino, e será tema de um documentário.

## Biografia
Filho de Neusa Dionizia e Carlos José de Jesus Cruz, foi nascido e criado na periferia de Salvador. Desde criança, residiu com sua avó paterna, Patrícia Maria.
Já aos 18, trabalhava em uma empresa de transporte próximo do local onde morava, e nas suas folgas, dedicava-se à arte. Viajou a trabalho com algumas bandas, enquanto utilizava a internet para divulgar suas fotos.
Formou-se como técnico em Radiologia e Contabilidade. Na área contábil, trabalhou por 7 anos.
Começou sua  carreira de modelo aos 22 anos de idade, em 2017, no projeto Top Model Fama, idealizado por Sivaldo Tavares. Carlos contou que foi visto por Sivaldo quando estava em um ônibus, e foi convidado a tirar umas fotos, e então se apaixonou pela moda.
Naquele mesmo ano, participou do concurso Beleza Black, da agência One Models, sendo destaque e recebendo o prêmio de internet com mais de 9 mil votos, obtendo a quarto colocação na classificação final. No mesmo ano, fez a campanha consagrada do Governo do Estado da Bahia, onde o governador do estado, Rui Costa, postou sua foto nas redes sociais parabenizando o mesmo com um marketing muito grande após o acontecimento. Fez parte do cast da agência por dois anos.
Posteriormente, a partir de 2019, passou a morar em São Paulo, onde faz parte da agência de modelos Allure MGT. Lá, realizou desfiles e campanhas para estilistas consagrados no mercado da moda nacional e internacional como João Pimenta, Kenga, Alex Santos, Van Loureiro e Silvestre Gustavo, em campanhas para Samsung, Nestlé, Banco do Brasil, Volkswagen, Lojas Riachuelo e Fiat Arbo. Participou ainda da série da Netflix 3%.
Em 2020, após um retorno a Salvador, conheceu o cineasta Giovane Sobrevivente, que começou a filmar um documentário sobre sua vida, ainda sem data de estreia. No Carnaval daquele ano, foi ainda homenageado pelo bloco carnavalesco Afoxé Filhos de Gandhi. Quando estava prestes a embarcar para a China, acabou tendo que cancelar os trabalhos que lá faria, devido à Pandemia de COVID-19.